# Take Me Out (česko-slovenský pořad)
Take Me Out je seznamovací reality show, patřící do skupiny FremantleMedia, vysílána českou televizí Prima a slovenskou televizí TV JOJ. Samotná „hra“ se skládá z pěti kol, kde v prvních třech kolech se rozhodují ženy, zdali mají o muže zájem či ne, pomocí bzučáku na svém stolečku. Další dvě kola patří muži, který rozhoduje, se kterou ženou by odešel na rande. V každém díle se představí 4 svobodní muži a budou se snažit zaujmout 30 žen. 15 žen z České republiky (pravá strana z pohledu diváka) a 15 žen ze Slovenska (levá strana z pohledu diváka). V případě, že žena odejde s mužem na rande, je její místo u stolečku u dalšího muže nahrazeno jinou ženou.

## Moderátoři
| Řada | Český moderátor | Slovenský moderátor |
| ---- | --------------- | ------------------- |
| 1    | Jakub Prachař   | Milan Zimnýkoval    |

## Kola

### První kolo – První dojem
V prvním kole muž sjede dolů výtahem, pozdraví se se ženami a nakonec se sám představí a řekne něco o sobě. Většinou jak se jmenuje, odkud je a jaké jsou jeho záliby. Ženy mají možnost prvního hlasování. Pokud se ženám muž líbí, nechají stoleček svítit. V případě, že se jim nelíbí, zhasnou stoleček bzučákem.

### Druhé kolo – Video vizitka
V tomto kole se většinou ukáže soukromý život muže prostřednictvím videa. Ve videu mluví samotný muž nebo jeho přátelé. Ženy opět hlasují stejně jako v prvním kole.

### Třetí kolo – Live performance nebo druhá video vizitka
Ve třetím kole muž ukáže svůj talent a šarm a vystoupí před ženami a publikem naživo, nebo se pustí druhá video vizitka. Stejně jako v předchozích kolech ženy hlasují, avšak již naposled. Pokud zůstanou svítit pouze dva stolečky, čtvrté kolo se přeskakuje.

### Čtvrté kolo – Zhasnutí
V případě, že se muž dostane do čtvrtého kola, zhasíná stolečky muž ženám, o které nemá zájem a se kterými by nechtěl odejít na rande. Nechá svítit pouze dva stolečky.

### Páté kolo – Rozhodnutí
Muž položí otázku dvěma zbývajícím ženám a na základě odpovědi se rozhodne, které zhasne stoleček a se kterou odejde na rande.

### Informace
- V případě, že muž neprojde přes jedno z prvních třech kol u žen, nastává tzv. Blackout (podle zahraniční verze), Out v (Česko-Slovenské verzi) a muž odchází.
- Pokud v kole (v jednom z prvních třech kol), kdy hlasují ženy, zůstane svítit pouze 1 stoleček, muž odchází se ženou automaticky na rande.

## Zajímavosti
- Televize Prima si udělala svou modifikaci, kdy vysílá v TV pouze tři muže. Toho čtvrtého dává na internetový archiv iprima.cz, kam také dává výsledky toho, jak dopadlo první rande.
- Ve třetím díle odešla na rande Simonka, která na to rande odešla zřejmě z toho důvodu, že zaspala hlasování a zůstala jako jediná svítit. Při rozhovoru pak řekla, že si myslí, že Braňo, muž se kterým odešla, nemá peníze a že se nestydí to říct.
- Soutěž se stala velmi kritizovanou na sociálních sítích, že je vulgární a že je to všechno nahrané.
- Simonka alias Simona Butinová napsala na svůj Facebook: „My baby, my holky jsme věděly, že je to jenom nahrané, ale kluci si tam šli s vědomím, že si opravdu najdou holku. My jsme z nich měli pí*u jak se říká“. [1]
- Čtvrtý díl vytvořila poprvé pouze dva páry a stala se tak nejméně úspěšným dílem.
- Ve čtvrtém díle odešla na rande také žena s Íránskými kořeny Zulejcha a Petr. Petr ji však na rande vpálil do očí, že ji nechce a nastala menší rozepře.
- V pátém díle se objevil český Youtuber „Freescoot“. Dostal se přes první dvě kola, u třetího byl tzv. vyoutovaný, když zpíval svůj song „10. 4. 98“.

## Slogan před hlasováním
„Jestli není WOW, řeknete mu ČAU!“ a různé obdoby v tomto stylu. 

## Vzniklé páry (1. řada)
|       | První rande vyšlo | Vyoutovaný v aréně |
| ----- | ----------------- | ------------------ |
| Barva |                   |                    |

| Díl | Premiéra (FTV Prima) | Premiéra (TV JOJ) | Počet párů | První pár                       | Druhý pár                 | Třetí pár                 | Čtvrtý pár                |
| --- | -------------------- | ----------------- | ---------- | ------------------------------- | ------------------------- | ------------------------- | ------------------------- |
| 1   | 14. září 2017        | 5. září 2017      | 4          | Matúš (SK) & Amy (CZ)           | Mirek (CZ) & Aneta (CZ)   | Richard (SK) & Erika (SK) | Vojta (CZ) & Monika (SK)  |
| 2   | 21. září 2017        | 9. září 2017      | 3          | Michal (CZ) & Denisa (CZ)       | Adrian (SK)               | Erik (SK) & Deni (SK)     | Peter (SK) & Deniska (SK) |
| 3   | 28. září 2017        | 16. září 2017     | 3          | Jakub (CZ) & Veronika (SK)      | Braňo (SK) & Simonka (SK) | Peter (CZ)                | Michal (SK) & Viki (CZ)   |
| 4   | 5. října 2017        | 23. září 2017     | 2          | Petr (CZ) & Zulejcha (CZ)       | Jakub (SK) & Carol (CZ)   | Zbyněk (CZ)               | Andrej (SK)               |
| 5   | 12. října 2017       | 30. září 2017     | 3          | Richard (SK) & Laura-Luisa (SK) | Jakub „Freescoot" (CZ)    | David (SK) & Karin (SK)   | Marcel (CZ) & Irena (SK)  |
| 6   |                      | 7. října 2017     |            |                                 |                           |                           |                           |
| 7   |                      | 14. října 2017    |            |                                 |                           |                           |                           |
| 8   |                      |                   |            |                                 |                           |                           |                           |
| 9   |                      |                   |            |                                 |                           |                           |                           |
| 10  |                      |                   |            |                                 |                           |                           |                           |
| 11  |                      |                   |            |                                 |                           |                           |                           |
| 12  |                      |                   |            |                                 |                           |                           |                           |
| 13  |                      |                   |            |                                 |                           |                           |                           |
| 14  |                      |                   |            |                                 |                           |                           |                           |
| 15  |                      |                   |            |                                 |                           |                           |                           |
| 16  |                      |                   |            |                                 |                           |                           |                           |